# Maszów Górny
Maszów Górny – część wsi Maszów w Polsce, położona w województwie lubelskim, w powiecie krasnostawskim, w gminie Rudnik. 
Maszów Górny wchodzi w skład sołectwa Maszów.
W latach 1975–1998 Maszów Górny położony był w województwie zamojskim.

## Zabytki
- Dwór w Maszowie Górnym